# Johann Arnold Nering
Johann Arnold Nering (o Nehring; 13 de enero de 1659 - 21 de octubre de 1695) fue un arquitecto barroco en el servicio de Brandeburgo-Prusia.
Nativo de Wesel, Cléveris, Nering fue educado mayormente en Holanda. Entre 1677-79 también viajó a Italia. En 1682 Nering trabajó en la puerta y capilla del Palacio de Köpenick. Fue nombrado Oberingenieur (ingeniero sénior) por el Elector Federico Guillermo I de Brandeburgo, en 1684. Al año siguiente Nering fue nombrado Ingenieur-Oberst (ingeniero coronel) dentro del Estado Mayor General.
Después de la llegada al poder de Federico I en 1688, a Nering se le encomendó la supervisión de los borradores de 300 casas burguesas de dos plantas en la nueva ciudad de Friedrichstadt. También planeó el diseño del Gebdarmenmarkt y contribuyó en el palacio de Schönhausen. En Königsberg Nering diseñó la Iglesia de la ciudad (Burgkirche), construida entre 1690-96.
Nering fue nombrado Oberbaudirektor (director arquitecto sénior) de Brandeburgo el 9 de abril de 1691. Trabajó en el palacio de Oranienburg (1690-94), el puente Lange Brücke en Berlín (1692-95), el Hetzgarten en 1693, y la Iglesia parroquial (Parochialkirche) y parte del Zeughaus en 1695. Georg Heinrich Kranichfeld utilizó el diseño de Nering para el palacio de Schönhausen durante la construcción de Holstein en Prusia Oriental. Nering también originó el diseño del Zeughaus (arsenal) en el Unter den Linden en Berlín en el año de su muerte; fue completado en 1730 y se convirtió en el moderno Deutsches Historisches Museum.

Palacio de Charlottenburg, la residencia real de la familia Hohenzollern en Berlín (finalizado en 1713).

En 1695, Nering inició el diseño de la residencia de verano de Sofía Carlota de Hannover, conocido después como el palacio de Charlottenburg, pero murió durante su construcción. Aunque el palacio fue sucesivamente ampliado, la sección central original se hizo conocida como el Neringbau. El arquitecto también fue honrado con una calle con su nombre cerca del palacio de Charlottenburg en 1892.